# Нова девојка (роман)
Нова девојка је љубавни роман ауторке Харијет Вокер (енгл. Harriet Walker).

## О роману
Дебитантски трилер Харијет Вокер Нова девојка је психолошки трилер који је на тренутке нежан, а на тренутке бруталан, одушевиће све љубитеље који воле комбинацију трилера и љубави.